# Пикулиха (Хойникский район)
Пикулиха (бел. Пікуліха) — посёлок в Судковском сельсовете Хойникского района Гомельской области Республики Беларусь.

## География

### Расположение
В 6 км на юго-запад от районного центра и железнодорожной станции Хойники (на ветке Василевичи — Хойники от линии Гомель — Калинковичи), в 109 км от Гомеля.

### Гидрография
На севере мелиоративный канал, соединённый с рекой Припять (приток реки Днепр).

## Транспортная сеть
Транспортные связи по просёлочной, затем автомобильной дороге Хойники — Ломачи. Застройка деревянная, усадебного типа.

## История
Основан в начале XX века. Наиболее активная застройка приходится на 1920-е годы. В 1932 году жители вступили в колхоз. Согласно переписи 1959 года в составе колхоза имени XXI съезда КПСС (центр — деревня Рудное).
До 31 декабря 2009 года в Дворищанском сельсовете, который переименован в Судковский.

## Население

### Численность
2021 год — 1 житель, 1 хозяйство

### Динамика
- 1959 год — 163 жителя (согласно переписи)
- 2004 год — 8 жителей, 5 хозяйств
- 2021 год — 1 житель, 1 хозяйство